# Мельников Леонід Кузьмич
Леонід Кузьмич Ме́льников (7 жовтня 1927, Приют Надія — 28 березня 1997, Севастополь) — український живописець; член Спілки радянських художників України з 1959 року.

## Біографія
Народився 7 жовтня 1927 року в селі Приюті Надія (нині село Приют Новоукраїнського району Кіровоградської області, Україна). У Робітничо-Селянському Червоному флоті з 10 грудня 1944 року. Учасник німецько-радянської війни. Нагороджений медаллю «За бойові заслуги» (26 жовтня 1955). Був членом КПРС.
1950 року навчався у Московському домі народної творчості імені Надії Крупської; у 1952—1953 роках — у Студії художників Військово-Морських Сил СРСР у Ленінграді (філії Студії військових художників імені Митрофана Грекова у Москві), був учнем Михайла Авілова. С. Владимирова, А. Єфімова, Ф. Крігера.
З 1956 року працював у Севастопольських майстернях Художнього фонду УРСР. Мешкав у Севастополі в будинку на вулиці Луначарського, № 23, квартира № 5. Помер у Севастополі 28 березня 1997 року.

## Творчість
Працював у галузі станкового живопису. Створював тематичні картини про життя моряків Чорноморського флоту ВМФ СРСР, морські пейзажі. Серед робіт:
- «Вогневий наліт кораблів ЧФ» (1953);
- «Ескадра Чорноморського флоту в поході» (1954);
- «Севастопольський рейд» (1956);
- «Есмінець на рейді» (1957);
- «Яхти» (1959; 1979);
- «Ранок в бухті» (1960);
- «Херсонес» (1964);
- «Підводні човни в поході» (1965);
- «У дальній рейс» (1969);
- «Будні порту» (1971);
- «Весняний Севастополь» (1980);
- «Море» (1983).

Брав участь у республіканських виставках з 1954 року.